# Fleury-les-Aubrais
Fleury-les-Aubrais – miejscowość i gmina we Francji, w Regionie Centralnym, w departamencie Loiret.
Według danych na rok 1990 gminę zamieszkiwały 20 673 osoby, a gęstość zaludnienia wynosiła 2043 osoby/km² (wśród 1842 gmin Centre, Fleury-les-Aubrais plasuje się na 10. miejscu pod względem liczby ludności, natomiast pod względem powierzchni na miejscu 1140.).